# Киньонес, Алекс
А́лекс Леона́рдо Киньо́нес Марти́нес (исп. Álex Leonardo Quiñónez Martínez; 11 августа 1989, Эсмеральдас — 22 октября 2021, Гуаякиль) — эквадорский легкоатлет, специализировавшийся в беге на короткие дистанции. Призёр чемпионата мира на дистанции 200 метров. Чемпион Панамериканских игр 2019 года. Участник летних Олимпийских игр 2012 года.

## Биография
Он выиграл дистанции 100 м и 200 м на Иберо-американском чемпионате 2012 года по лёгкой атлетике, установив национальный рекорд 20.34 на 200 м, и квалифицировался на Олимпийские игры 2012 года в Лондоне.
На летних Олимпийских играх 2012 года он вновь установил новый национальный рекорд 20.28 и квалифицировался в финал. В финале он занял седьмое место.
В августе 2019 года на Панамериканских играх в Лиме он становится победителем на дистанции 200 метров, пробежав её за 20,27 секунды.
В 2019 году с результатом 19,98 он становится бронзовым призёром на дистанции 200 метров на предолимпийском чемпионате мира в Катаре.
Застрелен неизвестными ночью 22 октября 2021 года.

## Персональные результаты
| Дисциплина | Время | Место   | Дата         |
| ---------- | ----- | ------- | ------------ |
| 100 метров | 10,09 | Меделин | 25 мая 2013  |
| 200 метров | 19,87 | Лозанна | 5 июля 2019  |
| 400 метров | 46,28 | Брага   | 29 июня 2019 |